# Gerardo Fuentes González
Gerardo Fuentes González (Alajuela, Costa Rica, 23 de mayo de 1954) es un político costarricense, miembro del Partido Liberación Nacional, alcalde del cantón de Guácimo en el periodo 2003-2024.

## Datos biográficos
Gerardo Fuentes nació en la ciudad de Alajuela, hijo de Miguel Fuentes Morales y María Luisa González Porras. Hizo sus estudios de educación primaria en la Escuela República Argentina (Barrio México, San José) y la educación secundaria en el Colegio Justo Antonio Facio. Llevó a cabo diversas actividades como dirigente comunal (1966), coordinador cantonal y delegado distrital y cantonal del Partido Liberación Nacional (1992). Además, fungió como Presidente del Comité Ejecutivo Cantonal (1993-2014). Delegado Nacional del Partido Liberación Nacional (2001 en adelante). 
En puestos de elección popular dio inicio como regidor municipal (1994-1998). Alcalde del cantón de Guácimo desde el año 2003. Durante su gestión como alcalde fue presidente de la Federación de Cantones Productores de Banano (CAPROBA) desde el 2007.
Durante el año 2022-2023 se vio implicado en diversas acciones legales en favor de promover la inconstitucionalidad de la Ley 10.183. Junto a otros alcaldes en su mayoría de Liberación Nacional se mantenían de forma ininterrumpida desde el 2002.
La Sala Constitucional declaró sin lugar la petición de los alcaldes que exponian se violentaba su derecho de elección popular con dicho artículo de la Ley que modifica el Código Municipal de Costa Rica.

## Acusaciones
Durante su periodo de alcalde fue suspendido de sus funciones públicas por seis meses junto al presidente del Concejo Municipal Manrique Mejías Quirós, por tráfico de influencias, falsedad ideológica y uso de documento falso;  dicha suspensión fue ejecutada por el Juzgado Penal de Hacienda y de la Función Pública. 